# The Righteous & the Butterfly
The Righteous & the Butterfly – ósmy album studyjny amerykańskiej grupy muzycznej Mushroomhead.

## Lista utworów
1. "Our Apologies" - 3:24
2. "How Many Times" - 4:50
3. "Devils Be Damned" - 3:16
4. "Qwerty" - 3:30
5. "Portraits of the Poor" - 3:31
6. "Childlike" (feat. Jus Mic) - 1:45
7. "This Cold Reign" - 4:04
8. "We Are the Truth" (feat. Jackie Laponza) - 4:05
9. "Son of 7" - 3:29
10. "For Your Pleasure" - 4:12
11. "Worlds Collide" - 4:19
12. "Graveyard Du Jour" - 3:20
13. "Out of My Mind" - 3:35
14. "Rumor Has It" (Adele cover) - 3:39
15. "We Are the Truth 3.0" - 3:43 (utwór dodatkowy)
16. "Dope Ass Watt [Remix]" - 3:01 (utwór dodatkowy)
17. "Watt (DG Mix)" -2:34 (utwór dodatkowy)

## Twórcy
- Jeffrey Hatrix - śpiew
- Jason Popson - śpiew
- Waylon Reavis - śpiew, rap
- Tommy "Church" Church - gitara
- Ryan "Dr. F" Farrell - gitara basowa
- Steve Felton - bębny, perkusja
- Robbie "Roberto Diablo" Godsey - perkusja
- Tom Schmitz - instrumenty klawiszowe, sample
- Rick "ST1TCH" Thomas - gramofony, sample, perkusja
- Jus Mic - występ gościnny w utworze "Childlike"
- Jackie LaPonza - występ gościnny w utworze "We Are The Truth"